# Samora Machel

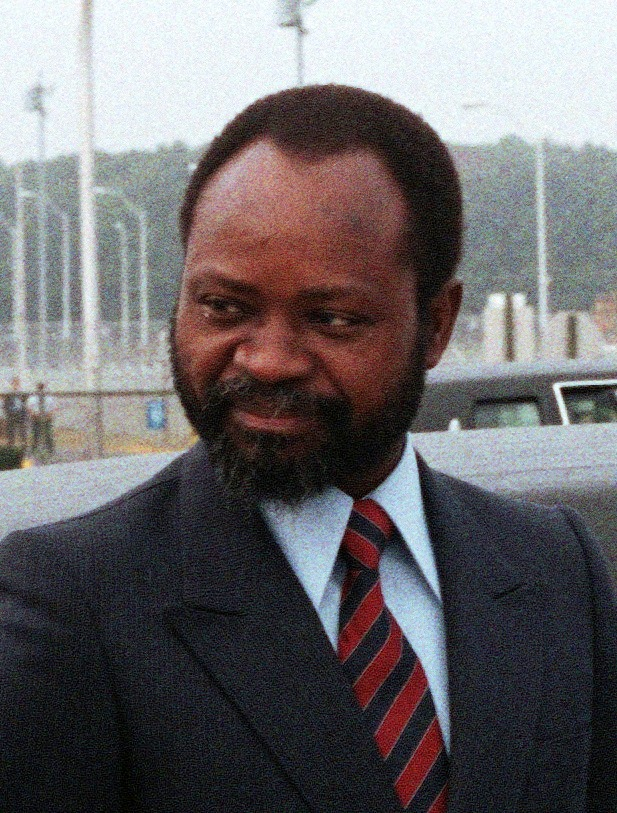
Samora Machel (1985, beim Besuch in den Vereinigten Staaten)

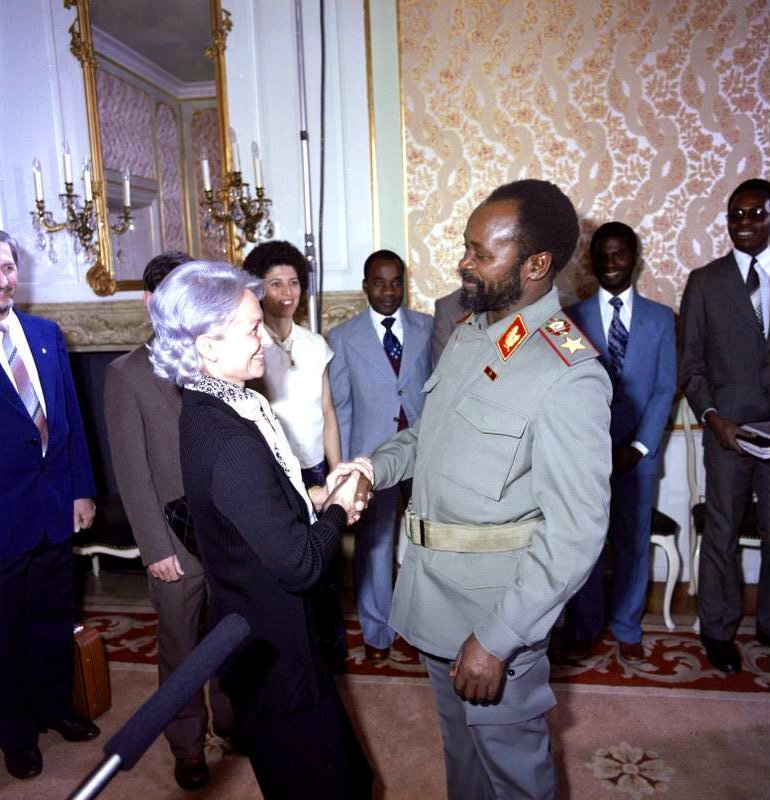
Samora Machel mit Margot Honecker beim Staatsbesuch in der DDR (1983)

Samora Moisés Machel (* 29. September 1933 in Xilambene, Distrikt Gaza, Portugiesisch-Ostafrika; † 19. Oktober 1986 bei Mbuzini, Südafrika) war mit Eduardo Mondlane einer der Führer der mosambikanischen Unabhängigkeitsbewegung, einer der führenden afrikanischen revolutionären Intellektuellen und von 1975 bis 1986 der erste Präsident der Volksrepublik Mosambik.

## Leben
Machel wurde als Sohn einer Bauernfamilie in der Provinz Gaza geboren. Sein Vater war von den portugiesischen Kolonialbehörden als indigena klassifiziert worden und somit gegenüber weißen Landwirten benachteiligt. Die Familie wurde schließlich in den 1950er Jahren enteignet; das Land erhielten portugiesische Siedler. Samora Machel besuchte die Grundschule und wechselte dann an eine Schule der katholischen Mission St. Paul in Macia. Danach nahm er eine Berufsausbildung am Hospital Miguel in Lourenço Marques als Krankenpfleger auf. Im selben Krankenhaus arbeitete er als medizinischer Assistent. Während dieser Tätigkeit protestierte er gegen die ungleiche Bezahlung schwarzer und weißer Krankenpfleger.
Machel trat im Juni 1962 der nationalen Befreiungsbewegung FRELIMO zu ihrer Gründung bei sowie dem bewaffneten Kampf im September 1964 gegen die portugiesische Kolonialmacht. Nachdem ihm mitgeteilt worden war, dass die portugiesische Geheimpolizei PIDE ihn suche, floh er 1964 nach Tansania und schloss sich dort der mosambikanischen nationalen Befreiungsbewegung FRELIMO an. Er gehörte zur zweiten Gruppe von Guerilleros, die zum Training nach Algerien gebracht wurden. 1964 begann der Unabhängigkeitskampf der FRELIMO in Mosambik. Machel stieg rasch auf. 1966 übernahm er die Führung der Guerillagruppen und wurde zum Verteidigungsminister. Nachdem der FRELIMO-Präsident Eduardo Mondlane 1969 durch eine Paketbombe ums Leben gekommen war, gehörte Machel zu einem Triumvirat an der Spitze. Es brach auseinander, und 1970 wurde er Präsident der FRELIMO. Gleichzeitig konnten die Truppen immer weiter südwärts vordringen.
Als Mosambik im Jahre 1975 seine Unabhängigkeit von Portugal erlangte, übernahm Machel das Amt des Staatspräsidenten. Unter ihm wurde Mosambik zum sozialistischen Einparteienstaat mit engen Beziehungen zur UdSSR, VR China sowie der Deutschen Demokratischen Republik geformt. Auch zu westlichen Staaten unterhielt er Kontakte. Im Jahr 1985 stattete Machel einen Staatsbesuch in den Vereinigten Staaten ab, wobei er von US-Präsident Ronald Reagan im Weißen Haus empfangen wurde. Das geschah auf Anraten von Vizepräsident George H. W. Bush und gegen den Willen von CIA-Direktor William J. Casey.

## Tod und Todesursache
Machel starb 1986 bei einem Flugunfall über den Lebombobergen, dessen Gründe nicht aufgeklärt werden konnten. Es wurde nie offizielle Anklage erhoben; sein Nachfolger Joaquim Alberto Chissano sagte, dass Machels Tod kein Unfall gewesen sei.
Der Flugunfall wurde im Auftrag von Mosambik und Südafrika durch eine international besetzte Kommission (Margo Commission) unter Beteiligung der Internationalen Zivilluftfahrtorganisation und zusätzlich durch ein sowjetisches Team untersucht, da es sich um eine Tupolew Tu-134A-3 handelte. Mehrere Angehörige der vernommenen südafrikanischen Sicherheitskräfte bestätigten der Margo-Kommission, dass zum Zeitpunkt des Flugunfalls südafrikanische Polizei und Militär, darunter die South African Special Forces Brigade, in der Region stark präsent waren. Einer der Überlebenden sagte später aus, dass er zunächst bei einem nahen Haus um Hilfe gebeten hatte, und als er zum Flugzeugwrack gekommen war, bereits Sicherheitskräfte am Unfallort gewesen seien und Dokumente konfisziert gehabt hätten. Später wurde die Dokumentenentnahme zu Kopierzwecken vom damaligen südafrikanischen Außenminister Pik Botha und vom Leiter des National Intelligence Service, Niel Barnard, bestätigt.
Die Margo-Kommission kam zum Ergebnis, dass der Flugunfall nicht durch Sabotage oder äußere Einwirkungen verursacht wurde, vielmehr vom Piloten eine zu niedrige Flughöhe gewählt und das diesbezügliche Warnsignal ignoriert worden sei. Die sowjetische Untersuchungsgruppe verwies auf einen 37-Grad-Schwenk des Flugzeuges nach rechts in Richtung hügeligen Geländes und vermutete ein falsches Bodensignal, auf Grund dessen die Cockpitcrew weiterhin von flachem Areal ausgegangen sein müsste. Die Margo-Kommission interpretierte diese Änderung des Flugkurses als falsche Orientierung auf ein VOR-Signal, das vom Matsapha-Flughafen in Swasiland (also nicht aus Richtung Maputo) gekommen sein könnte. Bei diesem Flugunfall kamen neben Machel weitere 34 Personen, darunter die Botschafter Zaires und Sambias in Mosambik sowie vier sowjetische Crewmitglieder ums Leben. Neun Menschen überlebten.
Bei Mbuzini errichtete man ein an den Flugunfall erinnerndes Denkmal; es wurde 1999 vom Präsidenten der Republik Südafrika, Nelson Mandela, enthüllt. Es besteht aus 35 Stahlsäulen.
Graça Machel, Samora Machels zweite Frau, heiratete 1998 Nelson Mandela.

## Ehrungen

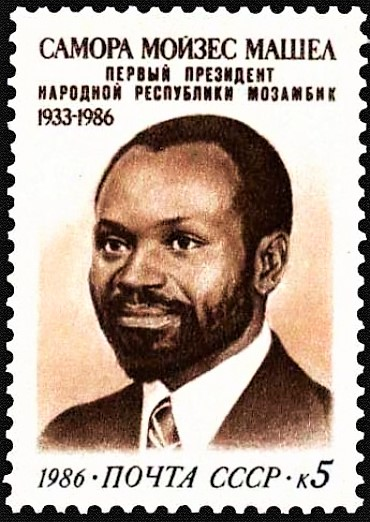
Beschriftung: „Samora Moisés Machel, erster Präsident der Volksrepublik Mosambik, 1933 – 1986“

- 1971: Lenin-Jubiläumsmedaille durch die Sowjetunion.[3]
- 1977: Honorary Freeman (verliehen am 2. Juli 1977) der sambischen Stadt Ndola.[8]
- 1986: Die UdSSR gab 1986 anlässlich seines Todes eine Briefmarke (5 Kopeken) mit seinem Porträt heraus.
- 2011: In Maputo wurde die Samora-Machel-Statue  errichtet.